# Glaucis dohrnii
El ermitaño de Espíritu Santo o pico de sable chico (Glaucis dohrnii), es una especie de ave apodiforme en la familia Trochilidae, una de las tres pertenecientes al género Glaucis. Es endémico de una pequeña región de la Mata atlántica del este de Brasil.

## Distribución y hábitat
Se distribuye por unos pocos locales dispersos en el sureste de Brasil (en el sureste de Bahía y Espírito Santo); registros recientes en el extremo noreste de Minas Gerais, donde ya había sido registrado en tiempos pasados.
Habita en el sotobosque de bosques húmedos primarios de tierras bajas, bosques litoraleños, principalmente en áreas húmedas cerca de cursos de agua y particularmente en áreas con abundancia de plantas de Heliconia. Por debajo de los 500 m de altitud.

## Estado de conservación
El ermitaño de Espírito Santo había sido calificado como «amenazado de extinción» por la Unión Internacional para la Conservación de la Naturaleza (IUCN); en nueva evaluación en el año 2021 fue re-calificado como «vulnerable», debido a que su pequeña población, estimada ahora entre 2500 y 10 000 individuos maduros y compuesta por algunas pequeñas sub-poblaciones aisladas debido a la fragmentación de su hábitat, se presume en decadencia debido a la pérdida de hábitat resultante de continua deforestación.

## Descripción
Mide en promedio 12,5 cm de longitud. Las partes superiores son de color verde bronceado, la face es oscura con una lista superciliar pos-ocular y línea malar blancas; las partes inferiores son leonadas; la cola es de color bronce metálico con el ápice de las timoneras blanco; el pico es casi recto con la mandíbula blancuzca.

## Sistemática

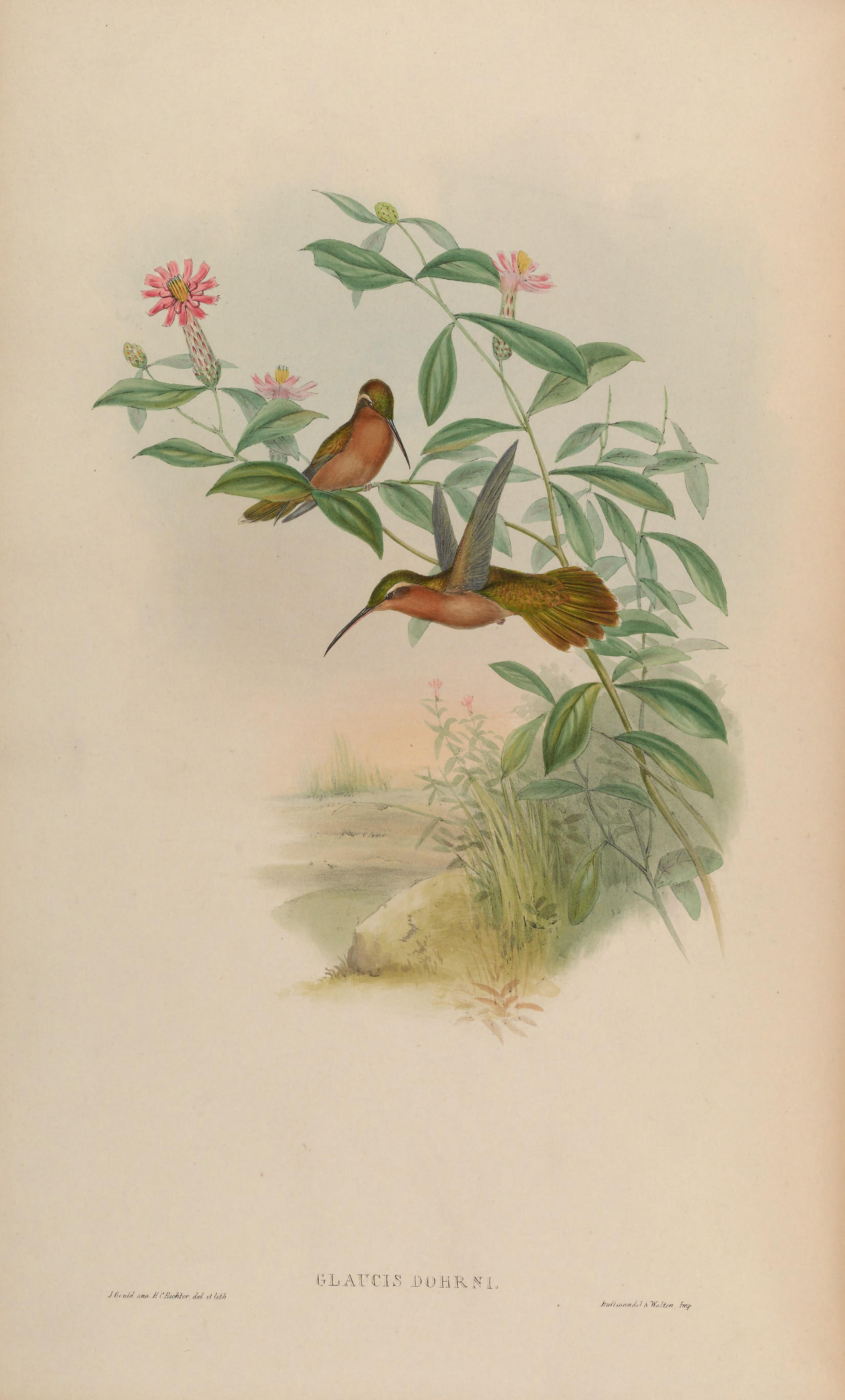
Glaucis dohrnii, ilustración de Gould y Richter en A monograph of the Trochilidae, or family of humming-birds, 1849.

### Descripción original
La especie G. dohrnii fue descrita por primera vez por los ornitólogos franceses Jules Bourcier y Etiénne Mulsant en 1852 bajo el nombre científico Trochilus dohrnii; su localidad tipo es: «Ecuador (error)» restringido posteriormente para «Río de Janeiro». Sin embargo hay dudas si realmente la especie existió en el estado de Río de Janeiro, o las pieles provenían de otras localidades.

### Etimología
El nombre genérico masculino «Glaucis» proviene del griego «glaukos» que significa ‘gris azulado’ o ‘verde pálido’; y el nombre de la especie «dohrnii», conmemora al entomólogo y empresario alemán Carl August Dohrn (1806–1892).

### Taxonomía
La presente especie ya fue incluida en el género Ramphodon pero las características morfológicas claramente confirman su inclusión en el género Glaucis. Es monotípica.